# Viachaslau Saldatsenka
Viachaslau Saldatsenka (Orsha, 23 de julio de 1994) es un jugador de balonmano bielorruso que juega de portero en el GC Amicitia Zürich. Es internacional con la selección de balonmano de Bielorrusia.
Su primer gran campeonato con la selección fue el Campeonato Europeo de Balonmano Masculino de 2016.

## Palmarés

### Meshkov Brest
- Liga de Bielorrusia de balonmano (1): 2022

## Clubes
| Club                      | País        | Año         |
| ------------------------- | ----------- | ----------- |
| SKA Minsk                 | Bielorrusia | 2012 - 2017 |
| HBW Balingen-Weilstetten  | Alemania    | 2017        |
| HC Odorheiu Secuiesc      | Rumania     | 2017 - 2018 |
| SKA Minsk                 | Bielorrusia | 2018        |
| HC Dobrogea Sud Constanța | Rumania     | 2018 - 2019 |
| CSM Bacău                 | Rumania     | 2019 - 2021 |
| Meshkov Brest             | Bielorrusia | 2021 - 2022 |
| GC Amicitia Zürich        | Suiza       | 2022 - Act. |